# Emirat
Emirat (arabiska: imāra) kallas ett område där statschefen har titeln emir. Statsskicket förekommer i princip endast i muslimska länder. Emirvärdigheten är normalt ärftlig, varför emirat brukar betraktas som monarkier eller absoluta monarkier.
Nutida emirat är exempelvis Förenade arabemiraten, Kuwait och Qatar. Historiskt har även självständiga stater i Centralasien styrts av emirer.